# Alexis Borges
Alexis Hernández Borges, né le 6 octobre 1991 dans la province de Villa Clara (Cuba), est un handballeur portugais qui évolue au poste de pivot.
International portugais depuis 2017, il évolue au Benfica Lisbonne  depuis 2021.

## Palmarès

### En club
Compétitions internationales
- Vainqueur de la Coupe du monde des clubs (1) : 2017

Compétitions nationales
- Vainqueur du Championnat du Portugal (3) : 2014, 2015, 2019
- Vainqueur de la Coupe du Portugal (1) : 2019
- Vainqueur de la Supercoupe du Portugal (2) : 2014, 2019
- Vainqueur du Championnat d'Espagne (1) : 2018
- Vainqueur de la Coupe d'Espagne (1) : 2018
- Vainqueur de la Coupe ASOBAL (1) : 2018
- Vainqueur de la Supercoupe d'Espagne (1) : 2017

### En équipe nationale
- 6e place au Championnat d'Europe 2020